# Guillermo Ruggeri
Guillermo Manuel Ruggeri Gutila (Maipú, 26 marzo 1992) è un ostacolista argentino, specializzato nei 400 metri ostacoli.

## Biografia
Attivo in carriera giovanile nelle prove multiple, Ruggeri si è specializzato nei 400 metri ostacoli nelle manifestazioni continentali e internazionali a cui ha preso parte dal 2017. Tra le sue partecipazioni vi sono quella ai Mondiali di Londra 2017 - medesimo anno in cui in Paraguay è salito sul gradino più alto del podio dei Campionati sudamericani - e due medaglie conquistate ai Giochi sudamericani, tra cui l'oro vinto in Bolivia nel 2018.

## Record nazionali
Seniores
- 400 metri ostacoli: 49"28 ( Cochabamba, 7 giugno 2018)

## Palmarès
| Anno | Manifestazione             | Sede           | Evento    | Risultato  | Prestazione | Note                                     |
| ---- | -------------------------- | -------------- | --------- | ---------- | ----------- | ---------------------------------------- |
| 2011 | Panamericani juniores      | Miramar        | Decathlon | Bronzo     | 7118 p.     |                                          |
| 2011 | Sudamericani juniores      | Medellín       | Decathlon | Bronzo     | 6880 p.     |                                          |
| 2012 | Campionati ibero-americani | Barquisimeto   | Decathlon | 7º         | 6853 p.     |                                          |
| 2012 | Sudamericani U23           | San Paolo      | Decathlon | Oro        | 7203 p.     |                                          |
| 2014 | Giochi sudamericani        | Santiago       | Decathlon | Bronzo     | 7298 p.     | Miglior prestazione personale            |
| 2014 | Campionati ibero-americani | San Paolo      | Decathlon | Bronzo     | 7274 p.     |                                          |
| 2014 | Sudamericani U23           | Montevideo     | Decathlon | Argento    | 6887 p.     |                                          |
| 2016 | Campionati ibero-americani | Rio de Janeiro | Decathlon | 5º         | 6305 p.     |                                          |
| 2017 | Sudamericani               | Asunción       | 400 m hs  | Oro        | 49"72       |                                          |
| 2017 | Sudamericani               | Asunción       | 4×400 m   | 5º         | 3'13"96     |                                          |
| 2017 | Mondiali                   | Londra         | 400 m hs  | Semifinale | dq          |                                          |
| 2017 | Universiadi                | Taipei         | 400 m hs  | Semifinale | 50"54       |                                          |
| 2017 | Universiadi                | Taipei         | 4×100 m   | Batteria   | 40"83       |                                          |
| 2018 | Campionati ibero-americani | Trujillo       | 400 m hs  | 6º         | 50"54       |                                          |
| 2018 | Giochi sudamericani        | Cochabamba     | 400 m hs  | Oro        | 49"28       |                                          |
| 2019 | Sudamericani               | Lima           | 400 m hs  | Bronzo     | 50"20       |                                          |
| 2019 | Giochi panamericani        | Lima           | 400 m hs  | 5º         | 49"55       | Miglior prestazione personale stagionale |
| 2021 | Sudamericani               | Guayaquil      | 400 m hs  | 5º         | 51"88       |                                          |